# Barberton, Sydafrika
Barberton är en stad i provinsen Mpumalanga i Sydafrika. Den grundades under 1880-talets guldrush och är uppkallad efter Graham Hoare Barber som fann de guldstråk som ledde till att man började bryta guld i bergskedjan Witwatersrand.
Barberton är belägen i Kapdalen, bredvid Makhonjwabergen. Staden ligger 43 kilometer söder om Nelspruit och 360 kilometer öster om Johannesburg. Shebagruvorna några kilometer nordost om centrala Barberton tillhör staden.